# Tetramelas concinnus
Tetramelas concinnus är en lavart som först beskrevs av Theodor 'Thore' Magnus Fries, och fick sitt nu gällande namn av Giralt. Tetramelas concinnus ingår i släktet Tetramelas och familjen Physciaceae.   Inga underarter finns listade i Catalogue of Life.
I den svenska databasen Dyntaxa används istället namnet Buellia concinna för samma taxon.  Arten är reproducerande i Sverige.